# Ernst Fehr
Ernst Fehr (Hard, Vorarlberg; 21 de junio de 1956) es un economista austro-suizo y profesor de microeconomía e investigación económica experimental en el Instituto de Economía de la Universidad de Zúrich.
Su investigación cubre las áreas del desarrollo de la cooperación y la socialidad humanas, en particular la justicia, la reciprocidad y la racionalidad limitada (economía del comportamiento). También es conocido por sus contribuciones al campo emergente de la neuroeconomía, así como la economía conductual y la economía experimental.
Según el Research Papers in Economics es el segundo economista de habla alemana más influyente y en septiembre de 2011 ocupaba el puesto 99 a nivel mundial. En 2015, su nombre apareció por primera vez en el ranking de economistas más influyentes de Alemania de la FAZ (segundo lugar). Desde 2016, Fehr lidera los rankings de los economistas más influyentes de Alemania (ranking de economistas FAZ), Austria (ranking de economistas Presse)  y Suiza (ranking de economistas NZZ).
Fehr ha estado en la lista Thomson Reuters Citation Laureates de economía desde 2009.

## Biografía
Fehr estudió economía en la Universidad de Viena de 1975 a 1980 y se graduó con una maestría. Entre 1980 y 1982 trabajó como asistente de investigación en la cátedra de Alexander Van der Bellen. Durante este tiempo también asistió a cursos en el Instituto de Estudios Avanzados. De 1982 a 1991 trabajó como profesor asistente en la Universidad Tecnológica de Viena (cátedra de Helmut Frisch). Entre 1988 y 1989, Fehr también ocupó un puesto de investigación en la Escuela de Economía de Londres.
Fehr recibió su doctorado en 1986 y finalmente su habilitación en junio de 1991. De 1991 a 1994 fue profesor asociado en la Universidad Tecnológica de Viena y desde 1993 también fue director del Instituto Ludwig Boltzmann de Investigación sobre el Crecimiento Económico de Viena (hasta 2003). Desde 1994 es profesor titular de microeconomía e investigación económica experimental en la Universidad de Zúrich. Allí también dirigió el Instituto de Economía, recién creado en 2011, como director hasta 2015. Fehr ha rechazado numerosas ofertas de prestigiosas universidades, entre ellas la Universidad de Bonn, la Universidad de California, Berkeley, la Universidad de Cambridge y la Universidad de Oxford. También fue presidente de la Asociación de Ciencias Económicas de 2003 a 2005.
En 2010, Ernst Fehr fundó junto con su hermano Gerhard Fehr FehrAdvice & Partners AG, la primera empresa de consultoría empresarial y de gestión del mundo especializada en Economía conductual. Fehr es miembro de la junta directiva de FehrAdvice & Partners. En 2016, en el marco de la Digital News Initiative (DNI), Google financió un proyecto editorial de Russmedia, que se basa en los hallazgos de economía del comportamiento de Fehr y FehrAdvice.
También es el iniciador y presidente del consejo directivo de la Fundación de Excelencia de Zúrich para la Investigación Económica y Social, cuyo objetivo es promover “la investigación económica de vanguardia y socialmente relevante” en la Universidad de Zúrich. Desde 2012, Fehr es director del Centro Internacional de Economía en la Sociedad de la UBS. El Centro UBS es un instituto asociado de la Universidad de Zúrich. Financia la investigación económica en el Instituto de Economía de la Universidad de Zúrich.
Fehr está casado y tiene dos hijos. Vive en Zúrich, donde se naturalizó en 2018. Tiene doble ciudadanía austro-suiza.

## Membresías
En 2017, Fehr fue elegido miembro honorario extranjero vitalicio de la Asociación Económica Estadounidense, AEA, junto con el profesor de economía de la Universidad de Harvard, Philippe Aghion. El número de miembros honorarios es limitado. La elección la lleva a cabo el Comité Ejecutivo de la Asociación Económica Americana y sólo tiene lugar si fallece un miembro honorario anterior.
Fehr es miembro honorario de la Academia Estadounidense de Artes y Ciencias, miembro de la Academia Estadounidense de Ciencias Políticas y Sociales, de la Academia Europaea (2009), de la Leopoldina y de la Sociedad Econométrica, miembro externo de la facultad de economía. del Instituto Tecnológico de Massachusetts y desde 2011 Profesor Distinguido Global de Economía en la Universidad de Nueva York. En 2016 fue elegido miembro correspondiente de la Academia de Ciencias de Austria.
En el ranking de economistas del Handelsblatt de 2011, que analiza el desempeño investigador de economistas de Alemania, Austria y la Suiza alemana, Fehr ocupó el tercer lugar en las categorías "Rendimiento actual de la investigación (desde 2007)" y "Top 250 Lifetime Achievement".

## Contribuciones
El trabajo científico de Fehr incluye, por un lado, contribuciones al estudio de las preferencias sociales de las personas (economía del comportamiento) y, por otro lado, contribuciones al estudio del cerebro humano en relación con las decisiones económicas (neuroeconomía). Fehr también se ocupa de los fundamentos psicológicos de los sistemas de incentivos y los efectos de las diferentes identidades sociales en el comportamiento humano, en particular la honestidad y la voluntad voluntaria de contribuir a los bienes públicos.
Además, Fehr participó significativamente en el desarrollo del Indicador de desempeño ajustado al mercado (MAPI), un indicador de desempeño relativo basado en el Principio de informatividad de Bengt Holmström para medir el desempeño de la alta dirección de las empresas que cotizan en bolsa. Por un lado, el MAPI se utiliza para determinar la retribución variable en la alta dirección. Por otro lado, el MAPI es un indicador de si el problema principal-agente en el gobierno corporativo de las empresas cotizadas se ha resuelto parcialmente.

## Premios y reconocimientos
- 2022: Distinguished Adam Smith Award for Contributions in Normative and Economic Theory de la Universidad de Bayreuth
- 2017: Medalla Oskar Morgenstern de la Universidad de Viena [17]
- 2016: Doctorado honoris causa por la Universidad de Graz [18][19]
- 2016: Premio Cardenal Innitzer en las categorías de Humanidades [20]
- 2013: Premio Gottlieb Duttweiler
- 2012: Condecoración Austriaca de Honor a la Ciencia y el Arte
- 2011: Premio de Ciencias Vorarlberg
- 2010: Premio Gustav Stolper de la Asociación para la Política Social [21]
- 2008: Premio Marcel Benoist [22]
- 2004: Premio Cogito de la Fundación Cogito
- 1999: Premio Gossen de la Asociación de Política Social